# Pièce commémorative de 1 dollar américain pour le centenaire du droit de vote des femmes
La pièce commémorative de 1 dollar américain pour le centenaire du droit de vote des femmes est une pièce commémorative, non circulante, émise par la Monnaie des États-Unis en 2020 et frappée à la Monnaie de Philadelphie.
Elle est autorisée par la loi publique 116-71 du 25 novembre 2019 qui demande au secrétaire au Trésor de frapper des pièces de monnaie en commémoration de la ratification du 19e amendement à la Constitution des États-Unis, accordant le droit de vote aux femmes américaines. Les bénéfices tirés de la vente de la pièce sont versés à la Smithsonian Institution's American Women's History Initiative (initiative de l'institution Smithsonian pour l'histoire des femmes américaines) dans le but d'établir des programmes relatifs aux contributions des femmes dans divers domaines et à travers différentes périodes de l'histoire et de créer des expositions et des programmes qui reconnaissent les contributions des femmes.

## Contexte
Le dix-neuvième amendement à la Constitution des États-Unis interdit de refuser le droit de vote aux citoyens des États-Unis sur la base du sexe, reconnaissant ainsi le droit de vote des femmes. Cet amendement est l'aboutissement d'un mouvement de plusieurs décennies en faveur du droit de vote des femmes aux États-Unis, tant au niveau des États qu'au niveau national, et s'inscrit dans le mouvement mondial en faveur du droit de vote des femmes et dans le mouvement plus large des droits de la femme. Le premier amendement en faveur du suffrage féminin est présenté au Congrès en 1878. Toutefois, il faut attendre le 21 mai 1919 pour que la Chambre des représentants adopte un amendement sur le suffrage, suivi rapidement par le Sénat le 4 juin 1919. Il est ensuite soumis aux États pour approbation et obtient les 36 ratifications requises pour être adopté et entrer en vigueur le 18 août 1920. L'adoption du dix-neuvième amendement est certifiée le 26 août 1920,.

## Législation
Le projet de loi H.R.2423 est introduit à la Chambre le 30 avril 2019 par la représentante républicaine de l'État de New York, Elise M. Stefanik. Il demande au secrétaire au Trésor la frappe de pièces de monnaie en commémoration de la ratification du 19e amendement à la Constitution des États-Unis, accordant le droit de vote aux femmes américaines. Le projet est approuvé, après débat et amendement, le 28 octobre et envoyé au Sénat le lendemain. Celui-ci l'adopte également deux jours plus tard et il est présenté le 18 novembre au président Donald Trump. Ce dernier le signe le 25 novembre 2019 pour en faire la loi publique 116-71,.

## Dessin
Le mardi 21 avril 2020, la Monnaie des États-Unis annonce officiellement le dessin du dollar en argent du centenaire du suffrage féminin de 2020, célébrant le 100e anniversaire de la ratification du 19e amendement.
L'avers de la pièce, créé par Christina Hess, du programme Artistic Infusion (AIP) et gravé par Phebe Hemphill, représente trois femmes d'origines et de générations diverses, chacune portant un chapeau différent pour symboliser les nombreuses décennies traversées le mouvement pour le suffrage. La femme au premier plan porte un chapeau cloche au motif art déco et un bouton portant l'inscription 1920. Sur le chapeau de la femme du milieu on aperçoit « Votes » et celui de la femme du fond porte une étoile. Les autres inscriptions sont celles qu'on trouve généralement sur les pièces américaines : LIBERTY, la devise latine E PLURIBUS UNUM et la valeur faciale, $1,.
Le revers montre 2020 déposé dans une urne, avec des éléments artistiques art déco ajoutés pour souligner l'époque à laquelle cela se produit. La mention VOTES FOR WOMEN (vote pour les femmes) est inscrite à l'intérieur d'un cercle sur l'urne. Le tout est accompagné de la devise IN GOD WE TRUST et du pays émetteur, UNITED STATES OF AMERICA. Cette face est réalisée par les deux mêmes artistes que l'avers,.

## Production et vente
La loi qui autorise la frappe de la pièce permet une émission maximale de 400 000 exemplaires. Les deux finitions, belle épreuve et brillant universel, sont produites à la Monnaie de Philadelphie. Elles sont disponibles à la vente à partir du 18 août 2020 au prix de départ de 69 dollars pour la qualité belle épreuve et 64 dollars pour la version brillant universel. Le prix des pièces augmente de 5 dollars après les trente premiers jours de vente, le 19 septembre.
Un total de 56 104 pièces de 1 dollar est vendu dont 43 479 en qualité belle épreuve et 12 625 en finition brillant universel, très loin de la frappe maximale autorisée — 400 000 unités — malgré un bon départ avec 16 817 pièces écoulées lors de la première semaine,.
Les bénéfices tirés de la vente de la pièce sont versés à la Smithsonian Institution's American Women's History Initiative (initiative de l'institution Smithsonian pour l'histoire des femmes américaines) dans le but d'établir des programmes relatifs aux contributions des femmes dans divers domaines et à travers différentes périodes de l'histoire et de créer des expositions et des programmes qui reconnaissent les contributions des femmes.

## Distinctions
La Monnaie des États-Unis est récompensée lors du concours international 2022 Coin of the Year (COTY - pièce de l'année) avec son dollar d'argent du droit de vote des femmes reconnu comme la pièce la plus significative sur le plan historique.